# 최병협
최병협(崔秉協, 일본식 이름: 新岡繁藏니이오카 시게조, 1896년 1월 14일 ~ 1966년 7월 30일)은 일제강점기의 관료 겸 대한민국의 공무원으로, 함경북도 경흥군 출신이다.

## 생애
최병협은 1915년에 경성고등보통학교 부설 임시교원양성소를 졸업했고 함경북도 서면공립보통학교 훈도(1915년 ~ 1920년)와 부거공립보통학교 훈도(1921년 ~ 1923년), 함경북도 도시학(1924년 2월 ~ 1930년 3월), 함경북도 나남보통학교 훈도(1927년 ~ 1930년), 회령보통학교 훈도(1930년)를 역임했다. 1932년 10월 1일에 일본 정부로부터 조선 쇼와 5년 국세 조사 기념장을 받았고 1933년부터 1934년까지 경기도 내무부 지방과 촉탁으로 근무했다.
최병협은 1935년 6월 14일부터 1937년까지 충청북도 도시학을 역임했으며 1935년 오사카 마이니치 신문 경성지국 주최로 열린 《조선 시정 25주년 기념 논문공모》에서 논문 〈반도문화의 장래에 대하여〉를 응모하여 1등에 입선했다. 이 논문은 1936년 4월부터 7월까지 흥아협회 기관지 《재만조선인통신》에 7회에 걸쳐 연재되었고 나중에 단행본으로 출간되었다. 1935년부터 1937년까지 충청북도 내무부 지방과 소속으로 근무했고 1937년 11월 9일에는 일본 정부로부터 훈8등 서보장을 받았다.
최병협은 1937년 9월에 발행된 《재만조선인통신》에 기고한 글 〈아세아의 재건 시대〉을 통해 일본 제국의 러일 전쟁 승리를 찬양하는 한편 중일 전쟁을 계기로 황도의 기치 아래에 거국일치하여 아시아 재건의 위업을 달성할 것을 역설했다. 1937년부터 1938년까지 충청북도 청주영정심상고등소학교 훈도를 역임했고 1938년 8월 30일 국민정신총동원충청북도연맹 평의원으로 임명되었다. 1938년에는 단행본 《조선의 여명》을 저술했다. 이 책은 황도문화를 찬양하고 지원병을 선전하는 내용을 담은 책이었다.
최병협은 충청북도 옥천군수(1938년 8월 6일 ~ 1941년 5월 30일)와 충청북도 영동군수(1941년 5월 31일 ~ 1942년 4월 30일)를 역임하는 동안 군용물자 공출과 국방헌금 모금 등의 업무를 수행하여 일본의 침략 전쟁에 적극 협력했고 1939년 7월 20일에는 옥천상공회 고문으로 선임되었다. 최병협은 1939년 7월 11일에 발행된 《경성일보》에 〈이 어버이에 이 자식 있다〉라는 글을 기고했다. 이 글은 조선인으로는 최초로 중일 전쟁에서 전사한 충청북도 옥천군 출신 육군특별지원병인 이인석 상병의 죽음을 미화하고 찬양하는 내용을 담은 글이었다. 당시 경성부에 거주하고 있던 충청북도 옥천군 출신 행상 유재혁은 최병협에게 협박문 전달을 시도했지만 일제 당국에 발각되어 체포된 뒤 경성복심법원으로부터 금고 1년을 선고받았고 나중에 대전형무소에서 1년 5개월 동안 복역하게 된다.
최병협은 1939년 8월 11일에 일본 정부로부터 훈7등 서보장을 받았고 1940년 7월에는 이인석 상병을 추모하기 위한 충혼비 건립을 주도했다. 이러한 경력으로 인해 민족문제연구소의 친일인명사전 수록자 명단의 관료 부문, 친일반민족행위진상규명위원회가 발표한 친일반민족행위 705인 명단에 포함되었다.
최병협은 1940년 12월 28일을 기해 고등관 5등에 올랐으며 1941년 8월 9일에 일본 정부로부터 훈6등 서보장을 받았다. 1945년에는 매일신보사 특수신문부 부장을 역임했다. 1945년 3월 8일부터 8월 15일 광복 때까지 매일신보사에서 발행한 타블로이드형 한글 전용 신문인 《새소식》 발간을 주도했다. 광복 이후인 1962년 5월 2일부터 1966년 7월 30일에 사망할 때까지 대한민국 정부에서 임명한 제3대 이북5도위원회 함경북도지사를 역임했다.

## 참고자료
- 친일반민족행위진상규명위원회 (2009). 〈최병협〉. 《친일반민족행위진상규명 보고서 Ⅳ-17》. 서울. 870~886쪽.